# Opus Dei
Giám hạt Thánh Giá và Opus Dei (tiếng Latinh: Praelatura Sanctae Crucis et Operis Dei, gọi tắt là Giám hạt Opus Dei), là một đoàn thể của Giáo hội Công giáo Rôma với giáo huấn rằng mọi người đều được gọi để nên thánh và cuộc sống đời thường là một con đường để đạt tới sự thánh thiện. Đa số thành viên là giáo dân, cùng với các linh mục triều dưới quyền quản lý của một giám chức (còn gọi là giám quản, thường là một giám mục nhưng với Tự sắc “Để bảo vệ đoàn sủng” (Ad charisma tuendum), công bố hôm 22/07/2022, có hiệu lực từ ngày 04/08/2022 thì Bề trên Giám hạt sẽ không có chức giám mục, nhưng vì lý do chức vụ, vị bề trên được dùng tước hiệu “Đức ông”, cấp cao nhất, gọi là “Công chứng viên tông tòa ngoại ngạch” (Protonotario apostolico sopranumerario)), được bầu chọn bởi các thành viên đặc biệt rồi được bổ nhiệm bởi Giáo hoàng. Opus Dei trong tiếng Latinh có nghĩa là 'Công nghiệp của Thiên Chúa' (tiếng Anh: Work of God); do đó các thành viên và người ủng hộ thường gọi tổ chức này là the Work.
Được thành lập tại Tây Ban Nha năm 1928 bởi linh mục Công giáo thánh Josemaría Escrivá, Opus Dei sau đó được chuẩn thuận của Giáo hội vào năm 1950 bởi Giáo hoàng Piô XII. Năm 1982, với Tự sắc “Ut Sit” của Giáo hoàng Gioan Phaolô II, Giáo hội Công giáo thiết lập giám hạt tòng nhân Opus Dei - tức là, thẩm quyền của vị giám chức Opus Dei sẽ bao quát mọi thành viên bất chấp địa điểm họ đang ở, phần nào giống như một giáo phận không có lãnh thổ và khác với các giáo phận tòng thổ (được giới hạn theo phạm vi địa lý).
Opus Dei là một tổ chức Công giáo do Thánh Josemaría Escrivá sáng lập. Sứ mệnh của tổ chức này là truyền bá thông điệp dạy rằng công việc và mọi hoàn cảnh sống bình thường đều là những cơ hội để trở nên gắn bó hơn với Thiên Chúa, để phục vụ tha nhân, và để cải thiện xã hội.
Opus Dei bổ sung cho hoạt động của hội thánh địa phương bằng cách tổ chức các lớp học, các buổi mạn đàm, những buổi sinh hoạt chuyên đề và sự chăm lo mục vụ nhằm giúp mọi người phát huy đời sống tâm linh và hoạt động tông đồ của mình.
Như Công Đồng Vatican II đã nêu rõ, mọi người đã chịu Phép Rửa được mời gọi noi gương Đức Kitô bằng cách sống theo Phúc Âm và truyền bá Phúc Âm cho người khác. Mục đích của Opus Dei là góp phần vào sứ mệnh rao giảng Phúc Âm của Giáo hội bằng cách thúc đẩy Kitô hữu thuộc mọi tầng lớp xã hội sống trung kiên với đức tin ngay trong những hoàn cảnh sống bình thường của họ, và nhất là thông qua sự thánh hóa công việc của bản thân.
Sau đây là một số điểm chính của tinh thần Opus Dei:
Vị thế là con Thiên Chúa. Thánh Josemaría Escrivá, Đấng sáng lập Opus Dei, đã nói:" Vị thế là con Thiên Chúa là nền tảng của tinh thần Opus Dei ". Kitô hữu trở nên con của Thiên Chúa nhờ phép Rửa. Do đó, sự rèn luyện tâm linh mà Giáo Đoàn này đặt ra nhằm củng cố nơi tín hữu Kitô giáo sự ý thức sâu sắc về địa vị là con cái của Thiên Chúa, và giúp họ hành xử một cách tương xứng với vị thế đó. Opus Dei củng cố lòng trông cậy vào sự quan phòng của Thiên Chúa, sự bình dị trong đối thoại với Thiên Chúa, ý thức sâu sắc về phẩm hạnh của từng con người, và sự cần thiết về tình anh em nơi mọi người, tình thương yêu đích thực đối với thế giới và đối với mọi thực trạng nhân sinh mà Thiên Chúa đã tạo dựng, và một tinh thần an nhiên và lạc quan.
Cuộc đời thường. " Chính nơi giữa mọi vật chất của thế gian chúng ta mới phải thánh hóa bản thân đồng thời phục vụ Thiên Chúa và nhân loại ", Thánh Giuse Maria đã nói như thế. Gia đình, đời sống hôn nhân, công việc – tất cả hoạt động của chúng ta – đều là những cơ hội để tiếp xúc và noi gương Đức Giêsu Kitô, ra sức làm phúc bố thí, thực thi tính nhẫn nại, khiêm nhường, liêm chính, vui tươi và những đức tính khác của con người và của Kitô hữu.
Thánh hóa công việc làm. Thánh hóa công việc làm là làm việc với tinh thần của Đức Giêsu Kitô, làm việc với hết khả năng và hợp đạo lý, với mục đích yêu mến Thiên Chúa và phục vụ tha nhân, và như thế tức là thánh hóa thế gian từ trong lòng của nó, làm cho Tin Mừng hiện diện nơi mọi công việc cho dù đó là công việc có tiếng tăm hay chỉ là công việc khiêm tốn và thầm lặng. Dưới mắt Thiên Chúa, điều quan trọng là tình yêu đặt vào công việc, chứ không phải là thành công của con người nơi công việc đó.
Cầu nguyện và hy sinh hãm mình. Sự rèn luyện tâm linh đặt ra bởi Opus Dei khuyến khích sự cầu nguyện và hy sinh hãm mình để duy trì nỗ lực thánh hóa công việc bình thường của bản thân. Do đó, các thành viên Opus Dei luôn ra sức kết hợp trong đời sống của mình những thể hiện về lòng mộ đạo của Kitô hữu như đọc kinh, cầu nguyện, dự thánh lễ hằng ngày, xưng tội, đọc và suy niệm Phúc Âm. Tình yêu dâng cho Mẹ Maria chiếm một chỗ quan trọng trong lòng họ. Đồng thời, để noi gương Đức Giêsu Kitô, các thành viên luôn cố gắng mặc lấy tinh thần ăn năn, thống hối bằng những hy sinh, hãm mình, nhất là những hy sinh sẽ giúp họ chu toàn bổn phận tôn giáo của mình và làm cuộc sống tươi vui hơn cho tha nhân; những hy sinh hãm mình như ăn chay, bố thí, bỏ bớt những ham vui...
Sự hợp nhất cuộc sống. Thánh Giuse Maria giảng rằng Kitô hữu làm việc nơi thế trần này không nên sống " một kiểu sống nước đôi. Một bên là cuộc sống nội tâm, cuộc sống kết hợp với Thiên Chúa; còn một bên là cuộc sống gia đình, xã hội, nghề nghiệp khác biệt và tách rời cuộc sống trên ". Trái lại, " Chỉ có một cuộc sống hợp bởi thể xác và linh hồn. Và chính cuộc sống này, cả hồn và xác, phải được thánh hóa và tràn đầy ơn Thiên Chúa ".
Quyền tự do. Thành viên của Opus Dei là những công dân bình thường, có các quyền và những nghĩa vụ như mọi công dân khác. Trong các hoạt động liên quan đến nghề nghiệp, gia đình, chính trị, tài chính hoặc văn hóa, họ hành xử với quyền tự do và trách nhiệm cá nhân, không lôi kéo Giáo hội hoặc Opus Dei vào những quyết định của họ, không trình bày những quyết định đó như là giải pháp thuần túy Công giáo. Điều này bao hàm sự tôn trọng quyền tự do và quan điểm của người khác.
Hoạt động từ thiện. Gặp gỡ Đức Kitô là tìm thấy một kho báu mà chúng ta không thể không san sẻ. Kitô hữu là những chứng nhân cho Đức Giêsu Kitô và truyền bá sứ điệp hy vọng của Ngài cho những người đồng hành bằng gương lành và lời nói của mình. Thánh Giuse Maria đã viết:" Kề cận bên các đồng nghiệp, bạn hữu và họ hàng thân thuộc, và cùng san sẻ quyền lợi với nhau, chúng ta có thể giúp những người đó gần gũi hơn với Đức Kitô ". Mong muốn làm cho người khác biết Đức Kitô, vốn là kết quả trực tiếp của hoạt động từ thiện (tức là yêu mến Thiên Chúa trên hết mọi sự và yêu tha nhân như chính mình), không thể tách rời khỏi mong ước được góp phần vào việc tìm kiếm giải pháp cho những nhu cầu vật chất và các vấn đề xã hội tại môi trường sống của mình.